# Metyrapon
Metyrapon kan de productie van cortisol door de bijnierschors afremmen. De stof wordt gebruikt in een stimulatietest. Daarmee kan worden onderzocht of het hypothalamus-hypofyse-systeem adequaat op cortisoldaling kan reageren door ACTH te produceren.

## Achtergrond
De metyrapon- of metopironstimulatietest is gebaseerd op het feit dat de productie en uitscheiding van ACTH wordt gestimuleerd door lage serumcortisolconcentraties. Metyrapon remt de activiteit van 11-bètahydroxylase, een bijnierschorsenzym. Dit enzym zet 11-deoxycortisol om in cortisol. Verminderde 11-bètahydroxylase activiteit leidt tot verlaagde cortisolconcentraties.

## Doel
Het doel van deze test is het controleren van de endocriene interactie tussen de hypothalamus, de hypofyse en de bijnieren, de hypothalamus-hypofyse-bijnieras. Indien er sprake is van een intacte hypothalamus-hypofyse-bijnieras, zal een stijging van het ACTH-gehalte plaatsvinden gevolgd door een stijging van het gehalte 11-deoxycortisol.

## Uitvoering en interpretatie
De test kan worden uitgevoerd met behulp van een meerdaagsprotocol, maar de test kan ook in één etmaal worden uitgevoerd. Normaal gesproken wordt er een 11-deoxycortisolconcentratie > 200 nmol/l en een cortisolconcentratie van < 200 nmol/l gevonden na metyrapontoediening.
De hypothalamus-hypofyse-bijnieras kan ook worden gecontroleerd met behulp van de ITT-test. De metyrapontest is met name geschikt om subtiele afwijkingen in de hypothalamus-hypofyse-bijnieras te kunnen aantonen.

## Valkuilen
Bij sommige patiënten wordt, (mogelijk door medicatie), metyrapon versneld afgebroken met als gevolg dat de bijnier minder reageert.